# Министерство финансов Республики Тыва

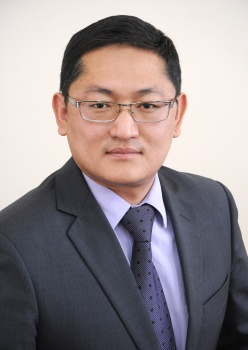
Орлан Достай – Министр финансов Республики Тыва с 2012 года

Министерство финансов Республики Тыва — исполнительный орган государственной власти Республики Тыва, осуществляющий реализацию единой государственной финансовой, бюджетной и налоговой политики Республики Тыва и координирующий в этой сфере деятельность иных органов исполнительной власти Республики Тыва.
Адрес: 667000, Российская Федерация, Республика Тыва, г. Кызыл, ул. Чульдум, д. 18.

## История

### Период ТНР
Министерство финансов Тувинской Народной Республики было образовано через год после совершения национально-освободительной революции в Туве, 1 сентября 1922 года. На неё, кроме руководства централизованными финансами, также возлагалось руководство народным хозяйством и торговлей.
Первым министром финансов стал Оюн Данчай, который в числе первой группы молодых людей окончил партийную школу в Улан-Баторе.
Структура министерства состояла из трех основных отделов: налогового, бюджетного и таможенного, которые работали на основании особых инструкций и положения о Министерстве.
До 1923 г. учёт государственных доходов и расходов не велся и бюджет в ТНР не составлялся. Совет Министров по своему усмотрению распоряжался средствами, поступавшими в государственную казну.
Первый государственный бюджет ТНР был составлен на период с 1 сентября 1923 г. по 1 сентября 1924 г. и утвержден I Великим Хуралом ТНР в сентябре 1923.
Первый бюджет был утвержден:
- по доходам — 282004 лана,
- по расходам – 256368 лана.

В связи с отсутствием тувинской национальной валюты бюджет ТНР до 1 сентября 1925 г. исчислялся в китайских ланах и фунах, с 1 сентября 1925г. по 1 сентября 1927 г.-в монгольских тугриках, с сентября 1927 г. по 1936 г. – в советских рублях .
В условиях слабой экономической базы доходы Государственного бюджета ТНР на первом этапе формировались преимущественно за счет налогов с населения. В первом бюджете они составили 85,3 % всех доходов.
До 1928 г. налоги взимались натурой (пушниной, скотом, шерстью, кожами и т.д.), а с 1928 г. – в денежной форме.
Кочевые тувинские аратские хозяйства сельскохозяйственный налог в твердых ставках – 2 лана с 1 бодо скота (бодо - условная единица скота=1 гол. КРС=1 лошади=10 овцам=20 козам). Налог составлял примерно 10-15 % рыночной стоимости одной головы скота.
Оседлые русские крестьянские хозяйства  налоги в виде арендной  сборов за получение заграничных паспортов, промысловых свидетельств на заготовку пушнины, рогов марала, соли, рубку леса, сборы за добычу золота.
Расходы первого бюджета Тувинской республики были определены в сумме 256,4 тыс. лан. Половина всех ассигнований направлялась на содержание Совета Министров и министерств (иностранных дел, юстиции, финансов, внутренних дел), 6 районных и сельских управлений, остальная часть на развитие народного хозяйства, просвещения и здравоохранения.
На втором этапе развития республики (1930-1944) бюджет, как и финансы в целом, стал более широко направляться на расширение социалистического уклада в экономике.
С 1931 года бюджетный год установлен в пределах календарного года.
В 1929 г. был введен новый сельскохозяйственный налог. В аратских хозяйствах батраки, бедняки и частично середняки полностью освобождались от налога, а кулацко-байские, монастырские и ламские хозяйства облагались до 1934 г. индивидуальным налогом, ставки, которой были настолько большими, что изымался не только доход, но и часть их собственности.
С 1936 по 1944 г. бюджет ТНР исчислялся в акша – тувинской национальной валюте, введенной в 1936 г.
В 1937 г. был принят новый закон о сельхозналоге, в котором предусматривались определённые льготы сельскохозяйственным коллективным объединениям, а также освобождалась от налога беднейшая часть крестьянства. Расширялось кооперативное движение и в области торговли.
В 1942 г. были выпущены облигации Тувинского государственного внутреннего займа на 1 млн акша. Основное его назначение - мобилизация дополнительных финансовых ресурсов на хозяйственное и культурное строительство, а также помощь фронту.
В 1943 г. была проведена налоговая реформа. Вместо множественных форм мобилизации в бюджет средств населения и сельскохозяйственных артелей было введено два налога: единый государственный налог и подоходный налог. Единым госналогом облагались сельскохозяйственные артели, тожземы, личные хозяйства колхозников и другие граждане. Подоходный налог взимался с граждан, получавших заработную плату. В городских поселениях были сохранены налог со строений и земельная рента. С годами доходы с населения все больше стали замещаться доходами от социалистических хозяйств: налогом с оборота, отчислениями от прибылей, подоходным налогом с кооперативных организаций, пошлинами с внешней торговли.
Доходы от хозяйств в 1943 г. превысили 53 % от всех поступлений бюджета ТНР, поступления таможенных пошлин 18,6 %, а налоги и сборы с населения снизились до 20 % против 85,4% в 1923-1924 гг.
Наибольшую долю в расходах бюджета ТНР, в отличие от предыдущих лет, стали занимать затраты на формирование общественных фондов народного потребления, что способствовало дальнейшему развитию и углублению культурной революции.
Из года в год увеличивались ассигнования на развитие культурно-просветительных учреждений. В сельских местностях росло число изб-читален, красных юрт, сумонных и хошунных клубов. Возрастали бюджетные ассигнования на нужды народного здравоохранения.
В 1929-1930 гг. в Туве вводится социальное страхование трудящихся. Профсоюзам из бюджета республики на эти цели выделяется соответствующая дотация. Устанавливается 8-часовой рабочий день для взрослых и оплачиваемые отпуска рабочим и служащим.
В годы Великой Отечественной войны возросли военные расходы бюджета ТНР, которые составили в . 225,9 тыс. акша, . – свыше 1300 тыс. акша, в . – 1219 тыс. акша, или 20,5% всех расходов бюджета ТНР. За счет бюджета ТНР и на добровольные средства населения была приобретена и передана Красной Армии авиаэскадрилья «Тувинский народ – фронту». Большую безвозмездную помощь фронту оказали трудящиеся ТНР. Было отправлено около 50 тыс. коней, 5 эшелонов подарков стоимостью более 10 млн акша, продуктов в госпитали на 200 тыс. акша. Колхозам освобожденных районов Украины было передано 26,6 тыс. голов молодняка крупного рогатого скота. Стоимость всех подарков превысила 19 млн акша.   

### Советский период
Первые годы Советской Тувы относятся к периоду окончания Великой Отечественной войны и началу 4 пятилетки (1946-1950 гг.). Несмотря на острую потребность в материальных и финансовых ресурсах, необходимых для достижения полной победы в Отечественной войне и восстановления народного хозяйства, союзное правительство и правительство РФ оказывали Туве все возрастающую помощь, решали все вопросы перестройки её финансовой и кредитной системы. Уже в ноябре 1944 г. были решены вопросы денежного обращения. С января 1945 г. на территории автономной области был введен советский рубль, на который обменивалась тувинская валюта – акша по соотношению 1 акша = 3 руб. 50 коп, вместо 1 руб. 314 коп, в 1944 г.
Бюджетное построение Тувинской автономной области было организовано в соответствии с Конституцией РСФСР. Вместо Государственного бюджета ТНР введен бюджет автономной области, включавший областной бюджет, 16 бюджетов районов и бюджет г. Кызыла.
Министерство финансов ТНР стало областным финансовым отделом Тувинского областного исполнительного комитета Совета депутатов трудящихся.
Впервые бюджет Тувинской автономной области вошёл в состав Государственного бюджета РСФСР как суверенный финансовый институт уже в 1945 г. Если в 1945 г. объём расходов бюджета Тувинской автономной области составил 3,7 млн руб., то в 1958 г. он достиг 23,4 млн руб., увеличившись более чем в 6 раз.
Расходы Госбюджета СССР на хозяйственно-культурное строительство в Советской Туве росли быстрыми темпами. 
Подавляющая часть бюджетных ассигнований направляется на финансирование народного хозяйства и социально-культурных мероприятий.
Бюджетная система Тувинской АССР состоит из двух звеньев: центрального республиканского бюджета АССР и местных бюджетов. Местные бюджеты разделяются на отдельные группы. Это бюджет столицы республики, 12 районных бюджетов, 4 бюджета городов районного подчинения, 2 поселковых и 68 сельских бюджетов. Бюджетная система строится согласно административно-территориальному устройству АССР. В построении местных бюджетов Тувинской АССР полностью учитываются особенности каждого района республики.
В местных бюджетах Тувы большой удельный вес занимают межбюджетные трансферты из республиканского бюджета (от 50-95%).

### Современный период
В настоящее время в республике имеется 140 местных бюджетов, в том числе кожуунных – 17, городских округов Кызыла и Ак-Довурака – 2, городских поселений – 4, сельских поселений (сумонных) – 117.
Таким образом, сложилась современная финансово-кредитная система, в которой руководящими звеньями являются Министерство финансов и финансовые отделы при кожууннах.

## Деятельность министерства финансов Республики Тыва
Министерство финансов РТ обеспечивает реализацию основных направлений финансовой, бюджетной и налоговой политики на территории Республики Тыва, составляет бюджет Республики Тыва и организует его исполнение, осуществляет финансовый контроль.
Постановлением Правительства РТ от 20.02.2014 N 60 министерство вносит в Правительство Республики Тыва проекты законов, нормативных правовых актов Президента Республики Тыва и Правительства Республики Тыва и другие документы, по которым требуется решение Правительства Республики Тыва, по вопросам, относящимся к финансам, устанавливает порядок исполнения бюджета Республики Тыва по расходам и по источникам финансирования дефицита бюджета Республики Тыва.
Министерство возглавляет министр финансов Республики Тыва, назначаемый на должность и освобождаемый от должности Главой Республики Тыва по согласованию с Министерством финансов Российской Федерации и Верховным Хуралом (парламентом) Республики Тыва. Решение о назначении на должность министра финансов принимается Главой Республики Тыва после проверки Министерством финансов Российской Федерации соответствия кандидатов на замещение указанной должности квалификационным требованиям, утвержденным Правительством Российской Федерации. Министр несёт персональную ответственность за выполнение возложенных на Министерство задач и осуществление им своих функций. Министр имеет заместителей, назначаемых на должность и освобождаемых от должности Правительством Республики Тыва. Количество заместителей устанавливается Правительством Республики Тыва. Заместители министра финансов обеспечивают исполнение полномочий министра финансов Республики Тыва в пределах утвержденных министром своих должностных регламентов.
Министерство финансов Республики Тыва осуществляет следующие полномочия:
- Совершенствует межбюджетные отношения между органами государственной власти Республики Тыва и органами местного самоуправления в соответствии с бюджетным законодательством Российской Федерации и Республики Тыва;
- Реализует финансовую, бюджетную, налоговую политику в Республике Тыва;
- Концентрирует финансовые ресурсы на приоритетных направлениях социально-экономического развития Республики Тыва;
- Совершенствует бюджетный процесс и межбюджетные отношения в Республике Тыва, методы финансово-бюджетного планирования, порядок финансирования и составления отчетности;
- Составляет проект республиканского бюджета Республики Тыва и представляет его в Правительство Республики Тыва в установленном порядке;
- Устанавливает порядок составления и ведения сводной бюджетной росписи республиканского бюджета Республики Тыва (далее - республиканский бюджет), составляет и ведет сводную бюджетную роспись республиканского бюджета;
- Обеспечивает исполнение республиканского бюджета в установленном порядке;
- Разрабатывает проект программы государственных внутренних заимствований и её реализации в установленном порядке от имени Республики Тыва;
- Разрабатывает и реализует единую политику в сфере развития финансовых рынков в Республике Тыва, а также осуществляет взаимодействие с кредитными организациями;
- Осуществляет функции главного распорядителя и получателя средств республиканского бюджета, предусмотренных на содержание Министерства и др.

## Структура
В структуре министерства имеются следующие отделы
1. Приемная
2. Управление административно-кадровой работы и контроля
3. Отдел правового, кадрового и организационного обеспечения
4. Департамент бюджетной политики
5. Отдел бюджетной политики и межбюджетных отношений
6. Отдел информационных технологий
7. Отдел бюджетной политики в отраслях экономики
8. Отдел бюджетной политики в сферах государственного управления, национальной обороны и безопасности
9. Отдел строительства и капитальных вложений
10. Отдел бюджетного учёта и отчетности
11. Отдел исполнения бюджета и контроля в сфере государственных закупок
12. Отдел доходов бюджета и налоговой политики
13. Отдел бюджетной политики социальной сферы

## Руководители
Министры Финансов Республики Тыва
| ФИО                              | Дата назначения | Дата ухода         |
| Оюн Данчай                       | 1923            | 1926               |
| Самбу Монгуш Монгеевич           | 1932            | 1933               |
| Ойдуп Соян                       | 1933            | 1935               |
| Полат Оюн Оюнович                | 1936            | 1937               |
| Самбу Монгуш Монгеевич           | 1938            | 1944               |
| Каплунов Андрей Иванович         | 1945            | 1970               |
| Будегечиев Будегечи Конзулакович | 1970            | 1987               |
| Ондар Кошкар-оол Дожуевич        | 1987            | 1994               |
| Салчак Галина Алексеевна         | 1994            | 1996               |
| Нурсат Мария Кыргысовна          | 1996            | 2002               |
| Баян Радислав Санаевич           | Январь 2002     | Сентябрь 2007      |
| Килижеков Юрий Александрович     | Октябрь 2007    | Октябрь 2012       |
| Достай Орлан Степанович          | Ноябрь 2012     | По настоящее время |